# Billie Davis
Billie Davis (* 22. Dezember 1945 in Woking, Surrey, Vereinigtes Königreich als Carol Hedges) ist eine britische Sängerin, die vor allem während der 1960er Jahre bekannt war.

## Karrierebeginn
Nach dem Schulabschluss arbeitete Davis kurzzeitig als Sekretärin in einer Maschinenbaufirma, bis sie 1962 mit 16 Jahren mit dem Lied Many Tears Ago von Connie Francis einen Talentwettbewerb gewann, bei dem sie musikalisch von Cliff Bennett & the Rebel Rousers begleitet wurde. Cliff Bennett riet ihr daraufhin, den Produzenten Joe Meek zu kontaktieren. Meek gefiel ihre Stimme und er nahm mit ihr einige Demobänder auf. Während der Studioaufnahmen lernte sie den Musikproduzenten Robert Stigwood kennen, der ihr Manager wurde, sie bei Decca Records unterbrachte und ihr den Künstlernamen „Billie Davis“ in Anlehnung an Billie Holiday und Sammy Davis, Jr. verlieh.
Die erste erfolgreiche Single war Will I What?, ein Duett mit Mike Sarne, das als thematischer Nachfolger seines Nummer-1-Hits Come Outside mit Wendy Richard gedacht war. Die Single erreichte im September 1962 Platz 18 der britischen Single-Charts. Als nächste Singleveröffentlichung hatte Stigwood zunächst eine Coverversion von Little Evas US-Hit The Loco-Motion geplant. Bei einem Trip in die USA 1962 hörte er jedoch das Lied Tell Him der Gruppe The Exciters, die damit gerade einen Top-5-Hit in den amerikanischen Billboard-Charts hatte. Die Coverversion von Billie Davis erreichte im Februar 1963 Platz 10 der britischen Single-Charts und schlug somit eine rivalisierende Version von Alma Cogan, die sich nicht in den Charts platzieren konnte.
Im Sommer 1963 nahm Davis etwa zeitgleich wie die Caravelles eine Version des Lieds You Don’t Have to Be a Baby to Cry auf. Ihre Version blieb jedoch bis 2007 unveröffentlicht. Stattdessen hatten die Caravelles damit 1963 einen Top-10-Hit. Weitere Bekanntheit erlangte Davis im gleichen Zeitraum, als sie für einige Auftritte Helen Shapiro als Opening Act auf der ersten landesweiten Englandtour der Beatles ersetzte (im Februar 1964 tourte sie zudem mit den Rolling Stones). Die nächste Single, He’s the One, geschrieben von Charles Blackwell, erreichte die UK Top 40. Danach wechselte Davis von Decca zu Columbia Records.
Mitte der 1960er wurde Billie Davis durch ihre Bobfrisur, Lederstiefel, Miniröcke und Makeup eine Ikone der britischen Mod-Kultur der Swinging Sixties. Ihre Wohnung an der Londoner Portobello Road lag direkt unter der von Brian Jones.

## Rückschlag 1963
Im September 1963 erlitt ihre Karriere nach einem Verkehrsunfall in den West Midlands einen Rückschlag. Davis kehrte zusammen mit Jet Harris, dem Gitarristen der Band The Shadows, von einem Auftritt aus Evesham zurück, als ihre von einem Chauffeur gesteuerte Limousine mit einem Linienbus zusammenstieß. Harris erlitt schwere Kopfverletzungen und Davis einen Kieferbruch. Ihr Kiefer war als Resultat mehrere Monate lang verdrahtet, sodass sie ihre aktuelle Single Bedtime Stories nicht promoten und kein neues Material im Studio einsingen konnte.
Noch schwerwiegender als die Verletzungen war der Umstand, dass durch den Unfall die Liebesbeziehung der erst 17-jährigen Davis mit dem sechs Jahre älteren, verheirateten Harris enthüllt wurde, was für negative Presse sorgte. Die Plattenverkäufe gingen als Folge stark zurück.
Die nächsten Singleveröffentlichungen, eine Coverversion von That Boy John von den Raindrops und School Is Over, eine Neuaufnahme von L’école est finie der französischen Sängerin Sheila (beide 1964), floppten. 1965 folgten Aufnahmen von Dionne Warwicks The Last One to Be Loved (Musik: Burt Bacharach, Text: Hal David) und No Other Baby von Dickie Bishop and the Sidekicks.
1965 war Davis zusammen mit den Beatles, den Animals und anderen populären Vertretern der British Invasion in dem britischen Musikfilm Pop Gear (Regie: Frederic Goode) zu sehen. Zudem kam es zu zahlreichen TV-Auftritten, wie bei Thank Your Lucky Stars (1966), Beat-Club (1967) und Top of the Pops (1968).
Im gleichen Zeitraum nahm sie mit Keith Powell, dem Sänger der Band Keith Powell and the Valets, als „Keith & Billie“ mehrere Duette auf, darunter When You Move, You Lose und You Don’t Know Like I Know. Weitere Solo-Singles waren Versionen des Klassikers Heart and Soul sowie des Motown-Songs Just Walk in My Shoes von Gladys Knight & the Pips (beide 1966). Letzter wurde ein Favorit der britischen Northern-Soul-Szene.

## Zweiter Anlauf bei Decca
Erst 1967 erlebte die Karriere von Billie Davis neuen Aufwind, als sie zu ihrer früheren Plattenfirma Decca zurückkehrte und fortan mit dem Produzenten und Ready-Steady-Go-Moderator Michael Aldred zusammenarbeitete. Die erste Single war das von Carole King geschriebene Stück Wasn’t It You, zuvor ein Albumtrack für Petula Clark.
Kurz danach nahm Davis die Chip-Taylor-Komposition Angel of the Morning auf, wobei sie von Kiki Dee und Madeline Bell als Background-Chor unterstützt wurde. Die zu dem Zeitpunkt in London ansässige US-amerikanische Soulsängerin P. P. Arnold nahm etwa zur gleichen Zeit ihre eigene Version des Lieds für das Label Immediate Records auf und landete damit in den UK Top 30. Im Oktober 1968 erreichte Davis mit ihrer Version von I Want You to Be My Baby von Jon Hendricks einen weiteren UK-Top-40-Hit. Background waren wieder Madeline Bell und Kiki Dee sowie Kay Garner von den Ladybirds, Doris Troy und The Moody Blues. John Paul Jones spielte auf dieser Aufnahme Bass. Mit dieser Single war Davis in Spanien so erfolgreich, dass sie kurz darauf eine spanische Version mit dem Titel Quiero que seas mi nena aufnahm.
Eine Coverversion von Nights in White Satin war im November 1969 ihre letzten Single-Veröffentlichung der 1960er Jahre. Damit war sie in Spanien erneut so erfolgreich, dass eine spanische Version (Venid Conmigo) folgte. 1970 erschien ihr erstes Studioalbum, schlicht Billie Davis betitelt. Im selben Jahr kam ihre letzte Decca-Single heraus, There Must Be a Reason, geschrieben von Joe Cocker.

## Späte Jahre
Ihr anhaltender Erfolg in Spanien sorgte dafür, dass Davis Decca (und Großbritannien) 1971 verließ und sich in Barcelona niederließ, um sich auf den spanischen Musikmarkt zu konzentrieren. Bis heute hat sie in der spanischsprachigen Welt eine große Anhängerschaft.
In den 1970er und 1980er Jahren kam es nur noch sporadisch zu Single-Veröffentlichungen. Inzwischen lebt Davis wieder in London. 2004 tourte sie mit P. J. Proby und Gerry and the Pacemakers durch Australien und 2006 trat sie nach über 40 Jahren erstmals wieder mit Jet Harris auf.
Ihr 1972 geborener Sohn Simon Davison wurde DJ. Er verstarb 2014. Ihre 1982 geborene Tochter Celyn Cooke ist Designerin und Hutmacherin.

## Diskografie

### Studioalben
- 1970: Billie Davis (Decca SKL 5029)
- 1998: Stormy (mit Albert Lee, Elap Music 16315CD)

### Singles
- 1962: Will I What / Bird, You Know I Love Ya (Parlophone R4932) – mit Mike Sarne
- 1963: Tell Him / I’m Thankful (Decca F11572)
- 1963: He’s the One / V.I.P. (Decca F11658)
- 1963: Bedtime Stories / You and I (Columbia DB 7115)
- 1964: That Boy John / Say Nothin' Don’t Tell (Columbia DB 7195)
- 1964: School Is Over / Give Me Love (Columbia DB 7246)
- 1964: Whatcha Gonna Do / Everybody Knows (Columbia DB 7346) – als Billie Davis and the LeRoys
- 1965: The Last One to Be Loved / You Don’t Know (Piccadilly 7N 35227)
- 1965: No Other Baby / Hands Off (Piccadilly 7N 35266)
- 1966: When You Move, You Lose / Tastes Sour Don’t It (Piccadilly 7N 35288) – als Keith and Billie
- 1966: Heart and Soul / Don’t Take All Night (Piccadilly 7N 35308)
- 1966: You Don’t Know Like I Know / Two Little People (Piccadilly 7N 35321) – als Keith and Billie
- 1966: Swingin' Tight / That’s Really Some Good (Piccadilly 7N 35340) – als Keith and Billie
- 1966: Just Walk in My Shoes / Ev’ry Day (Piccadilly 7N 35350)
- 1967: Wasn’t It You / Until It’s Time for You to Go (Decca F 12620)
- 1967: Angel of the Morning / Darlin' Be Home Soon (Decca F 12696)
- 1968: I Want You to Be My Baby / Suffer (Decca F12823)
- 1969: Make the Feeling Go Away / I’ll Come Home (Decca F 12870)
- 1969: I Can Remember / Nobody’s Home to Go Home To (Decca F 12923)
- 1969: Nights in White Satin / It’s Over (Decca F 12977)
- 1970: There Must Be a Reason / Love (Decca F 13085)
- 1970: Paloma / Este Tiempo es Mío (Odeon 1 J 006-93.048)
- 1972: I Tried / Touch My Love (Regal Zonophone RZ 3050)
- 1972: I Want You to Be My Baby / It’s Over (Decca F 13334) (Reissue)
- 1976: Anyway That You Want Me / Everybody Dance (United Artists UP 36058)
- 1976: I’ve Been Loving Someone Else / Beyond the Pale (United Artists UP 36066)
- 1976: Anyway That You Want Me / Somewhere Along the Line (United Artists UP 361178)
- 1977: I’ll Dance the Ants Back Into Your Pants / If I Ask You to Stay (Phillips 6006 583)
- 1978: Run Joey Run / Easy Come, Easy Go (Magnet MAG 124)
- 1980: Chico, Dame Mas Amor / No es Que No te Ame (RCA Victor SPBO-7191)
- 1983: Bright Lights / I Want You to Be My Baby (Linero BDT 2)
- 1984: The Kiss / The Kiss (Remix) (Alternative AKISS 1)
- 1998: Back in Our Rock ’n’ Roll Days (Strange Country 0001)
- 2017: Elvis, Where Are You? / Mess of Blues, selbstveröffentlicht (Limited Edition)

### Kompilationen
- 1990: The Best of Billie Davis (Prestige Records CD-5604)
- 2005: Tell Him – The Decca Years (Spectrum Music 981 817-1)
- 2007: Whatcha Gonna Do? Singles, Rarities and Unreleased, 1963-1966 (RPM Records RPM 326)